# Giuseppe Zais

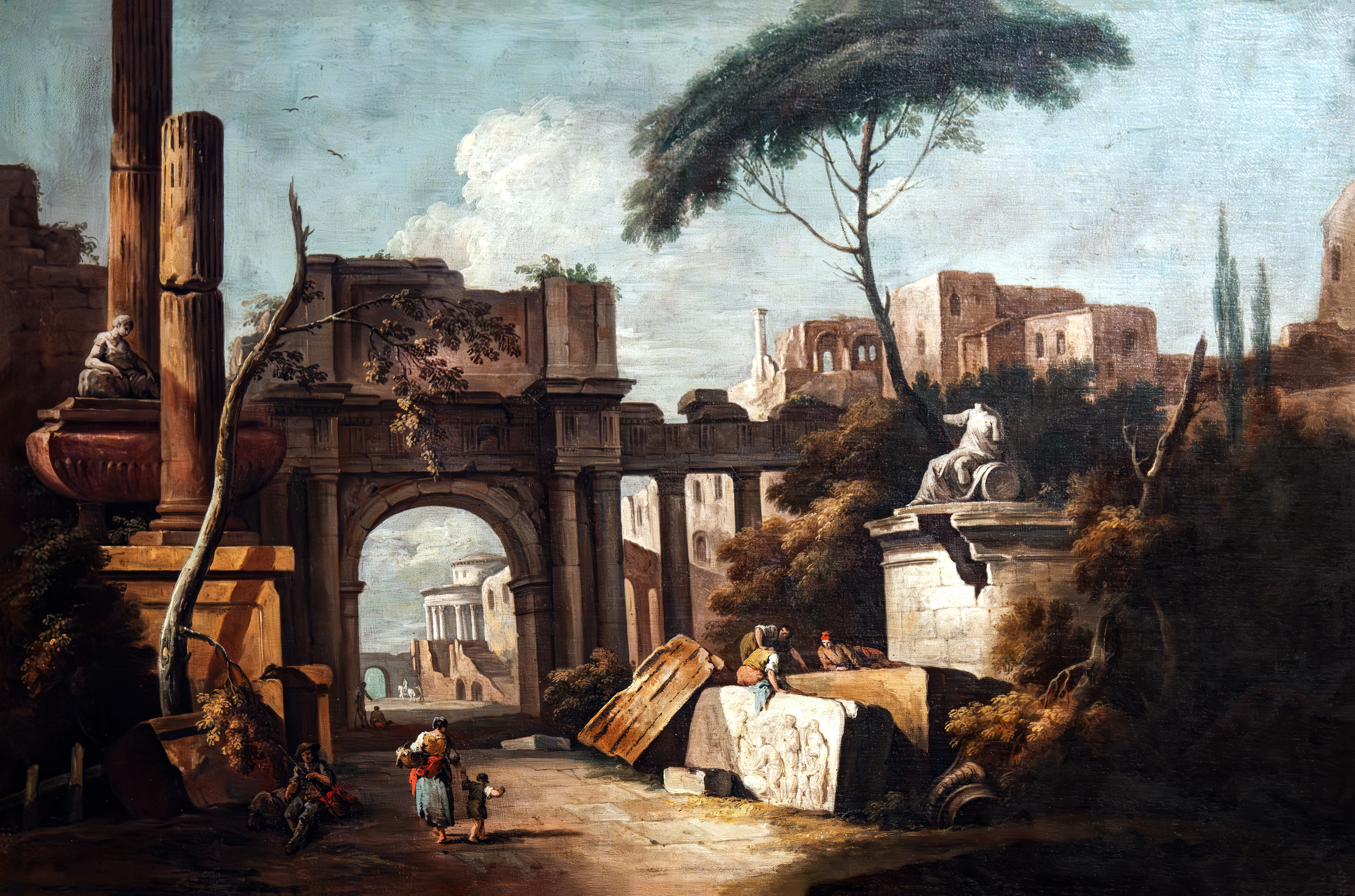
Ruínas com um grande arco e colunas

Giuseppe Zais [dʒuˈzɛppe dzais] (Canale d'Agordo, 1709 - Treviso, 1784) foi um dos mais conhecidos pintores do rococó italiano.
Espoente máximo do estilo rococó veneziano, junto com o pintor Francesco Zuccarelli, na sua obra retratou, peremptória e essencialmente, cenas religiosas e paisagens ou cenas relativas aos temas.
Em 1774 tornou-se membro da Academia de Pintura de Veneza. Todavia morre na miséria, dez anos mais tarde.